# Gladstone Chaves de Melo
Gladstone Chaves de Melo (* 12. Juni 1917 in Campanha, Minas Gerais; † 7. Dezember 2001 in Rio de Janeiro) war ein brasilianischer Romanist, Lusitanist, Brasilianist und Linguist.

## Leben und Werk
Melo war Schüler von Augusto Magne und wurde Assistent von Sousa da Silveira (1883–1967) am Lehrstuhl für Portugiesisch der Faculdade Nacional de Filosofia, spätere Universidade Federal do Rio de Janeiro. Er wurde 1946 promoviert.
Melo war Professor an den Universitäten  Universidade Federal Fluminense, Päpstliche Katholische Universität von Rio de Janeiro und Universidade Federal do Rio de Janeiro. Ferner lehrte er in Juiz de Fora, Coimbra (Portugal) und Tübingen.
Melo war Abgeordneter im Staatsparlament, zu der Zeit des Bundesstaates Guanabara, und Stadtverordneter von Rio de Janeiro, sowie Kulturattaché der brasilianischen Botschaft in Lissabon.
Melo war Mitglied der Academia Brasileira de Filologia und der Academia Portuguesa da História. Er war Komtur im Orden des Infanten Dom Henrique. Er war Ehrendoktor der Universität Coimbra (1993).

## Werke
- A Língua do Brasil, 1946, 1971 (Inhalt: A Língua Portuguesa no Brasil. A Influência Tupi. A Influência Africana. A Língua Popular. A nossa Pronúncia. Língua e Estilo. A  Nosso Vocabulário. A Língua Literária)
- Dicionários Portugueses, 1947 (77 Seiten)
- A Língua e o Estilo de Ruy Barbosa, 1950
- (mit Serafim da Silva Neto) Conceito e Método da Filologia, 1951 (Vorwort von Sousa da Silveira)
- Iniciação à Filologia Portuguesa, 1951, 1957
  - Iniciação à Filologia e à Lingüística Portuguesa, 1971 (zuletzt 1988).
- Alencar e a "língua brasileira", 1951, 1972
- Novo Manual de Análise Sintática, 1954, 1967
- Gramática Fundamental da Língua Portuguesa, 1968 (zuletzt 1994)
- Origem, formação e aspectos da cultura brasileira, 1974
- Ensaio de Estilística da Língua Portuguesa, 1976, 1979
- Os “Brasileirismos” de Frei Luis de Sousa, 1985
- A Excelência Vernácula de Antônio Gonçalves Dias, Rio de Janeiro 1992

### Herausgebertätigkeit
- (Hrsg.)  José de Alencar, Iracema, 1948
- (Hrsg.) Rui Barbosa, Textos escolhidos,  1962
- (Hrsg.) Alphonsus de Guimaraens, Poesia, 1958
- (Hrsg.) Joaquim Maria Machado de Assis, Quincas Borba, 1973 (kritisch)
- (Hrsg.) António Vieira, Sermão da Sexagésima, 1985